# Thrixspermum eximium
Thrixspermum eximium är en orkidéart som beskrevs av Louis Otho Otto Williams. Thrixspermum eximium ingår i släktet Thrixspermum och familjen orkidéer. Inga underarter finns listade i Catalogue of Life.